# Prijenosni RNK
Prijenosna, transportna ili transferna ribonukleinska kiselina (tRNK) donosi aminokiseline u ribosom za sintezu bjelančevina. Svaka od 20 aminokiselina ima bar jednu vrstu tRNK-a koji sadrži između 73 i 93 nukleotida i najmanja je molekula RNA.
Prijenosni RNK manja je vrst RNK. Svaka molekula tRNK-a dostavlja do ribosoma kroz citoplazmu jednu odgovarajuću aminokiselinu koja se vezuje u rastući lanac proteina.